# Earth (Texas)
Earth é uma cidade localizada no estado norte-americano de Texas, no Condado de Lamb.

## Demografia
Segundo o censo norte-americano de 2000, a sua população era de 1109 habitantes.
Em 2006, foi estimada uma população de 1053, um decréscimo de 56 (-5.0%).

## Geografia
De acordo com o United States Census Bureau tem uma área de
3,1 km², dos quais 3,1 km² cobertos por terra e 0,0 km² cobertos por água.

## Localidades na vizinhança
O diagrama seguinte representa as localidades num raio de 32 km ao redor de Earth.